# Colostethinae
Sous-famille
Les Colostethinae sont une sous-famille d'amphibiens de la famille des Dendrobatidae.

## Répartition
Les espèces des quatre genres de cette sous-famille se rencontrent du Costa Rica au bassin amazonien.

## Liste des genres
Selon Amphibian Species of the World (11 juin 2017) :
- Ameerega Bauer, 1986
- Colostethus Cope, 1866
- Epipedobates Myers, 1987
- Leucostethus Grant, Rada, Anganoy-Criollo, Batista, Dias, Jeckel, Machado et Rueda-Almonacid, 2017
- Silverstoneia Grant, Frost, Caldwell, Gagliardo, Haddad, Kok, Means, Noonan, Schargel & Wheeler, 2006

## Publication originale
- Cope, 1867 : On the families of the raniform Anura. Journal of the Academy of Natural Sciences of Philadelphia, sér. 2, vol. 6, p. 189-206 (texte intégral).